# 黑河镇 (略阳县)
黑河镇，是中华人民共和国陕西省汉中市略阳县下辖的一个乡镇级行政单位。

## 行政区划
黑河镇下辖以下地区：
五郎坪村、王家庄村、上营村、张家沟村、李家坪村、木家河村、黑河坝村、高家坎村、岩房坝村、大黄院村、和平村和木渠村。